# Paria blatchleyi
Paria blatchleyi är en skalbaggsart som beskrevs av Wilcox 1957. Paria blatchleyi ingår i släktet Paria och familjen bladbaggar. Inga underarter finns listade i Catalogue of Life.